# Pseudagrion bernardi
Pseudagrion bernardi là một loài chuồn chuồn kim trong họ Coenagrionidae.
Loài này được xếp vào nhóm loài không bị đe dọa trong sách Đỏ của IUCN năm 2008.
Pseudagrion bernardi được miêu tả khoa học năm 2001 bởi Terzani & Carletti.